# Kirchilpe

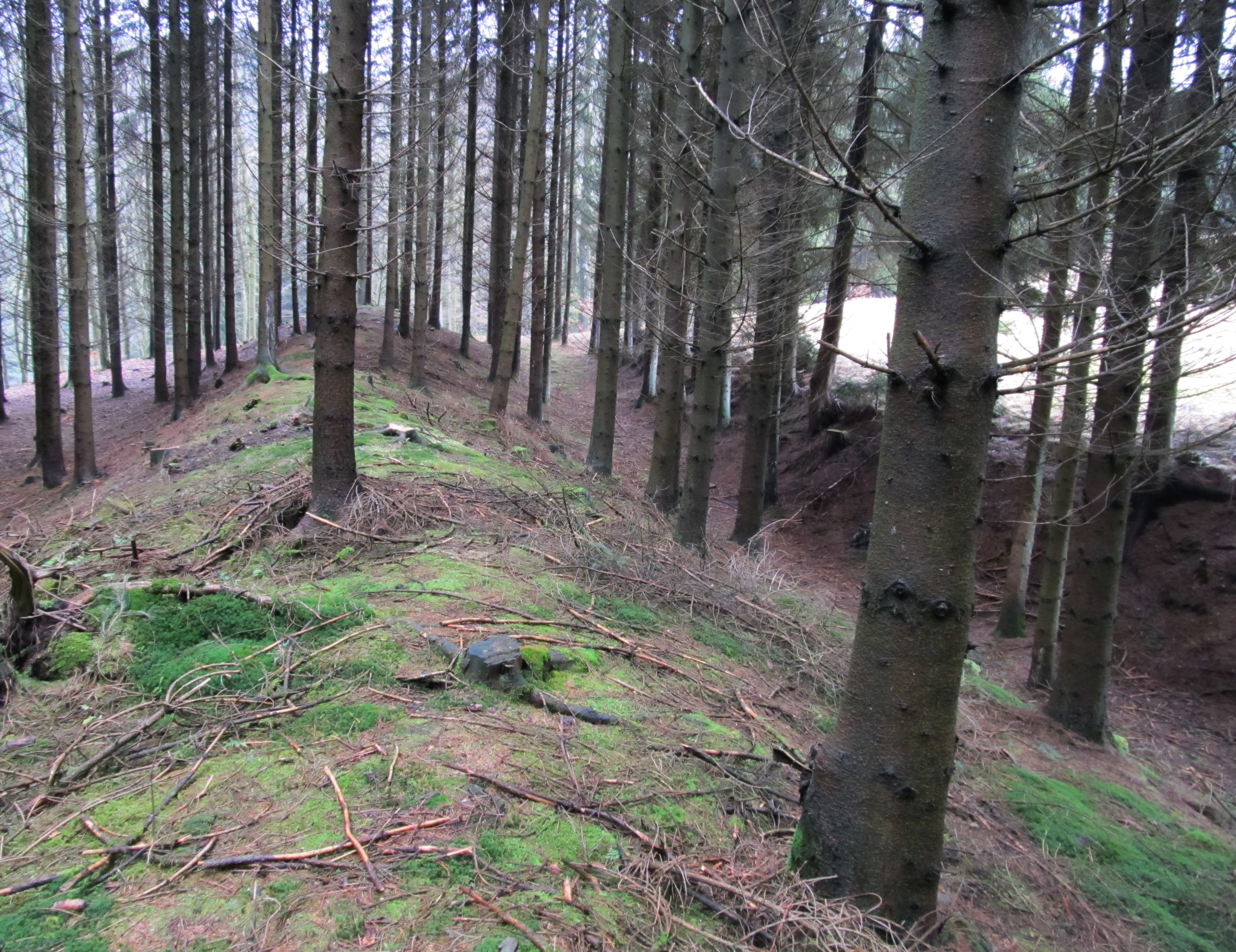
Wallburg Kirchilpe

Kirchilpe ist ein Ortsteil der Stadt Schmallenberg in Nordrhein-Westfalen. Das Dorf hat rund 30 Einwohner.

## Geografie

### Lage
Kirchilpe liegt rund 7 Kilometer nordwestlich von Bad Fredeburg.

### Nachbarorte
Angrenzende Orte sind Dorlar, Twismecke, Beisinghausen, Landenbeck und Nierentrop.

## Geschichte
Die rundliche Wallburg Kirchilpe stammt vermutlich aus karolingischer oder ottonischer Zeit. Am 15. März 1366 verkaufte Graf Gottfried IV. von Arnsberg den Edelherren von Grafschaft zwei Höfe und das Kirchlehnen zu Yfelpe (heute Kirchilpe). Der Verkauf erstreckte sich über die gesamte Gemarkung einschließlich der Kirche, dem Pfarr- und Küsterhaus, den beiden Höfen, einem Kotten und der Wallburg Kirchilpe die südlich des Dörfchens lag. Die kleine Grundherrschaft, die einst zu dieser Burg gehörte, war also bis 1368 arnsbergisches Lehen im Besitz der Edelherren von Grafschaft, seither aber wieder unmittelbarer Besitz der Grafen von Arnsberg bzw. der Erzbischöfe von Köln, die 1368 die Grafschaft Arnsberg käuflich erwarben. 1587 wurde die Pfarrei von Kirchilpe nach Dorlar verlegt. Die Kirchilper Bauern entrichteten ihre Hofpacht bis ins 19. Jahrhundert an die Oberkellnerei Arnsberg.
Im Rahmen der kommunalen Neugliederung erfolgte am 1. Januar 1975 die Eingliederung der Gemeinde Dorlar mit dem Ort Kirchilpe in die neue Stadt Schmallenberg. Im Jahr 2000 wurden die erosionsbedrohten Reste der frühmittelalterlichen Wallburg Kirchilpe durch Grabungen freigelegt.

## Religion
Im Ort steht die im Jahr 1858 erbaute St. Cyriakus Kapelle.

## Bildergalerie

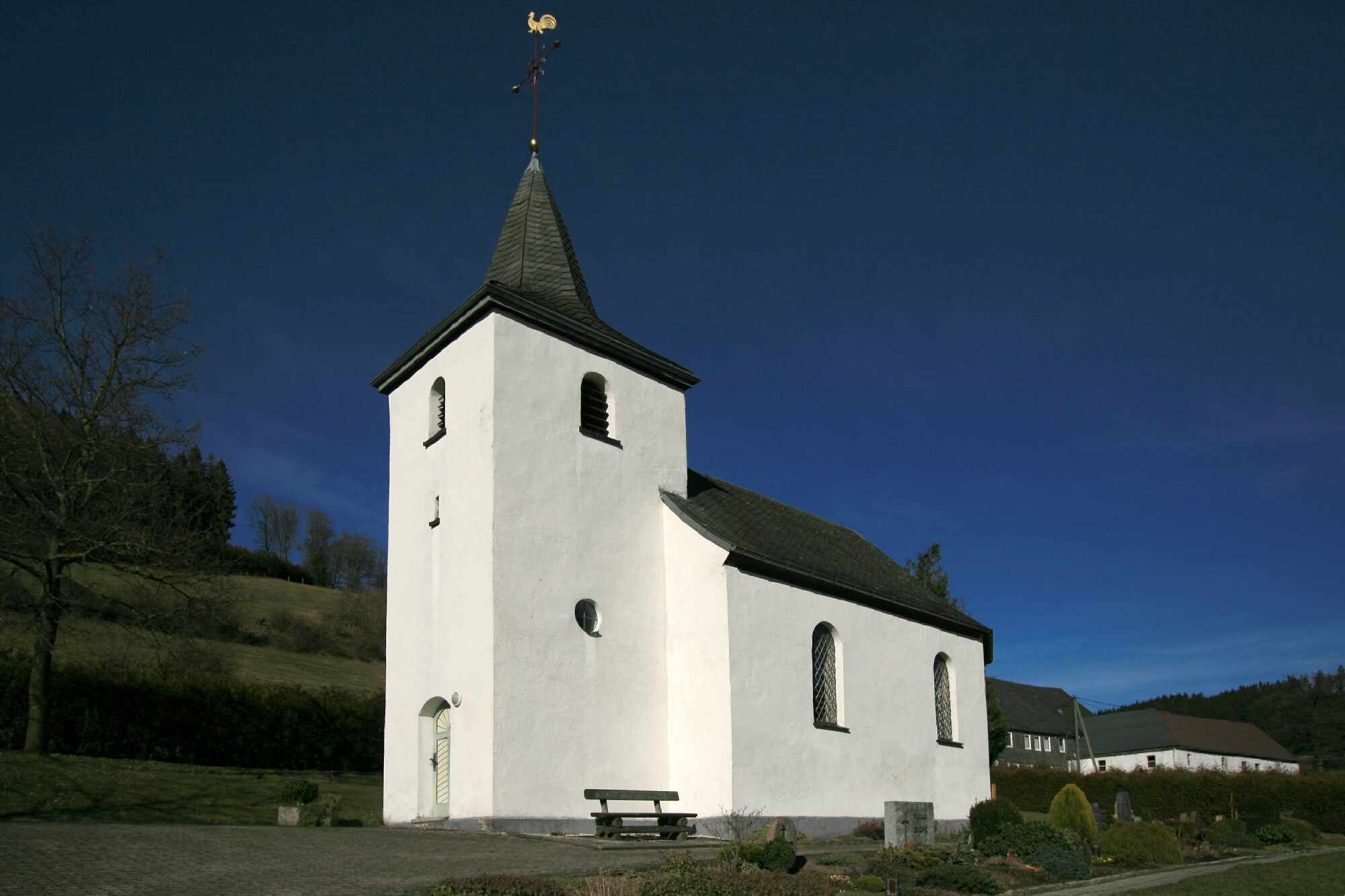
Kapelle Kirchilpe
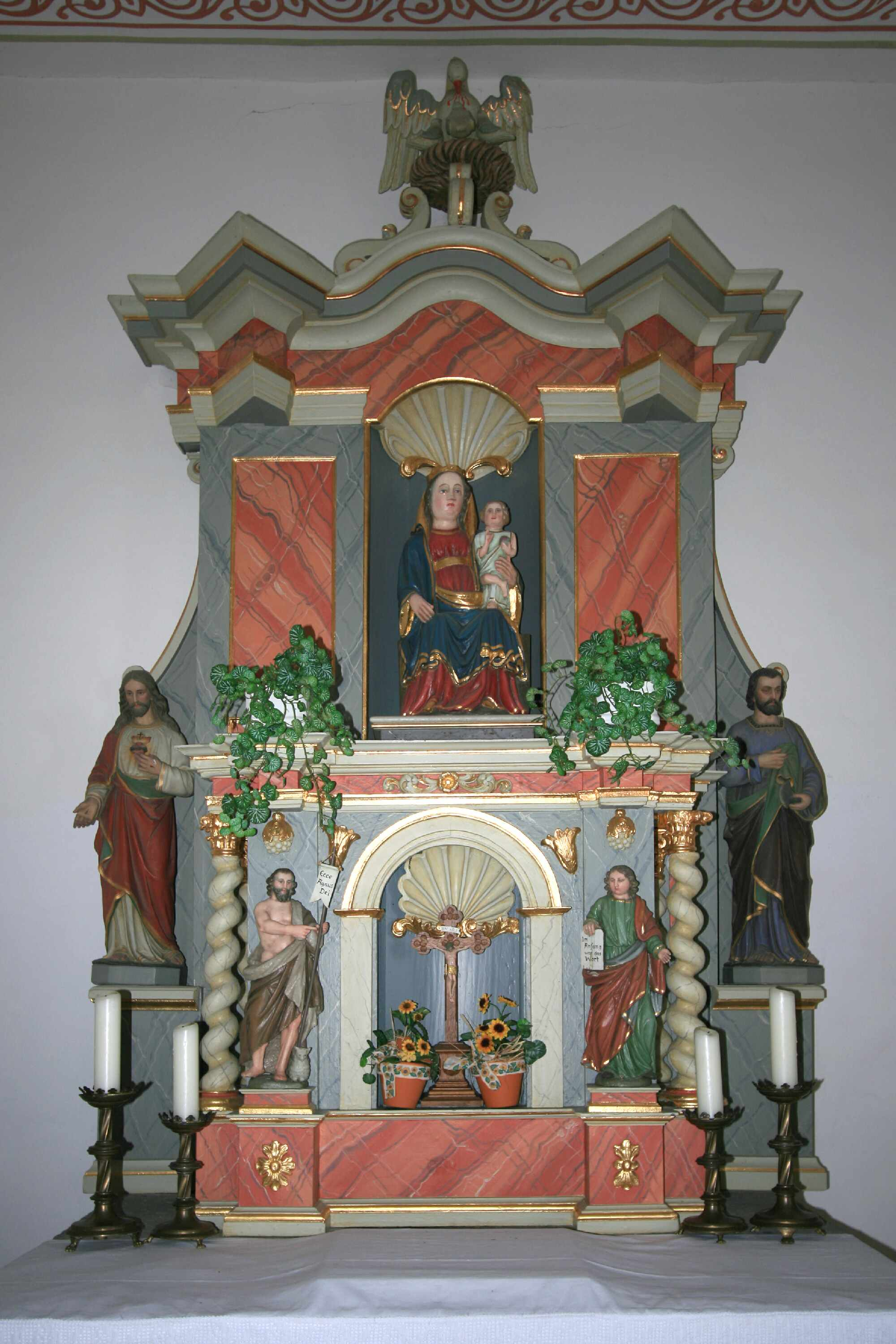
Altar in der Kapelle Kirchilpe
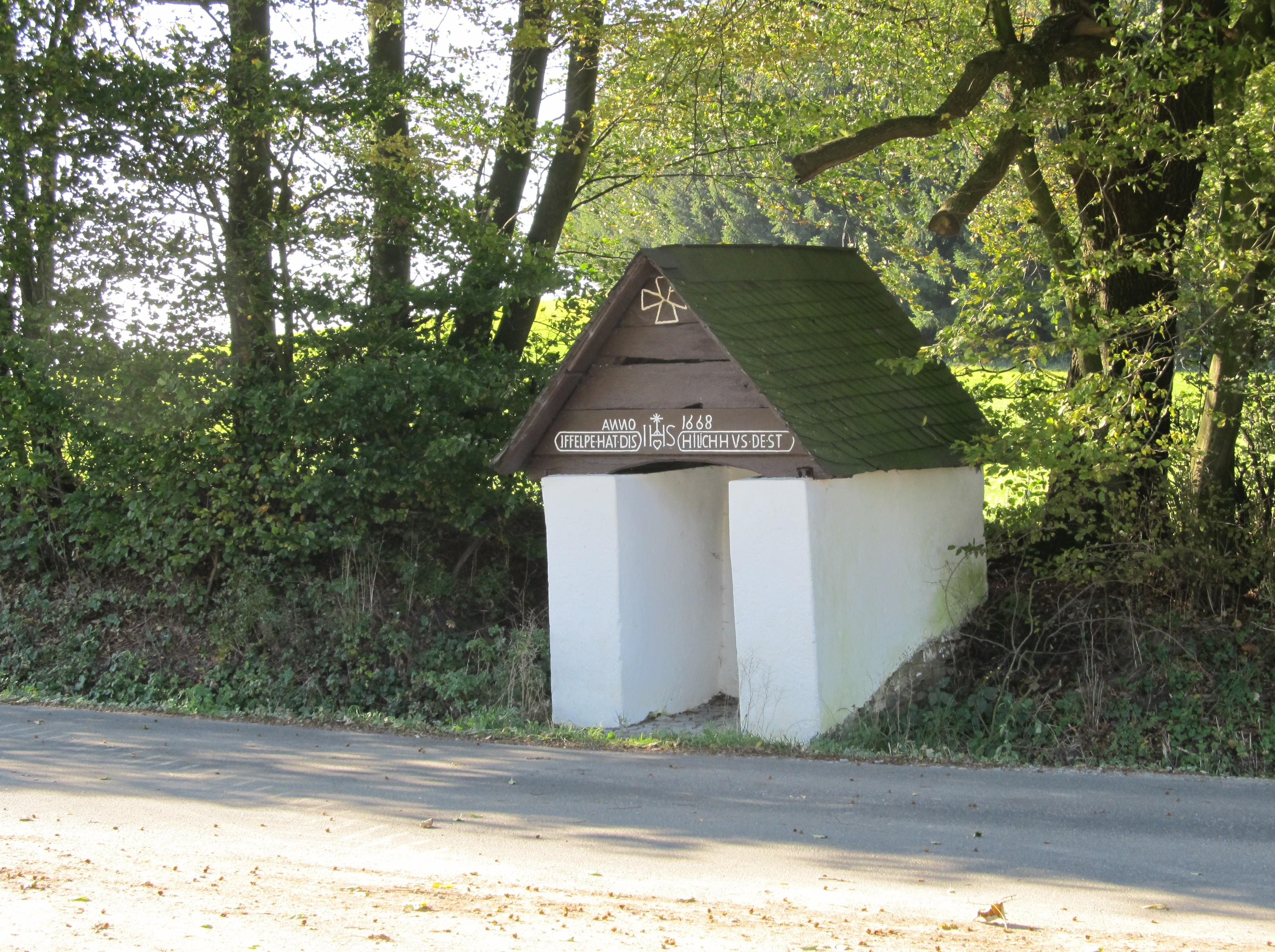
Heiligen- häuschen Anno 1668
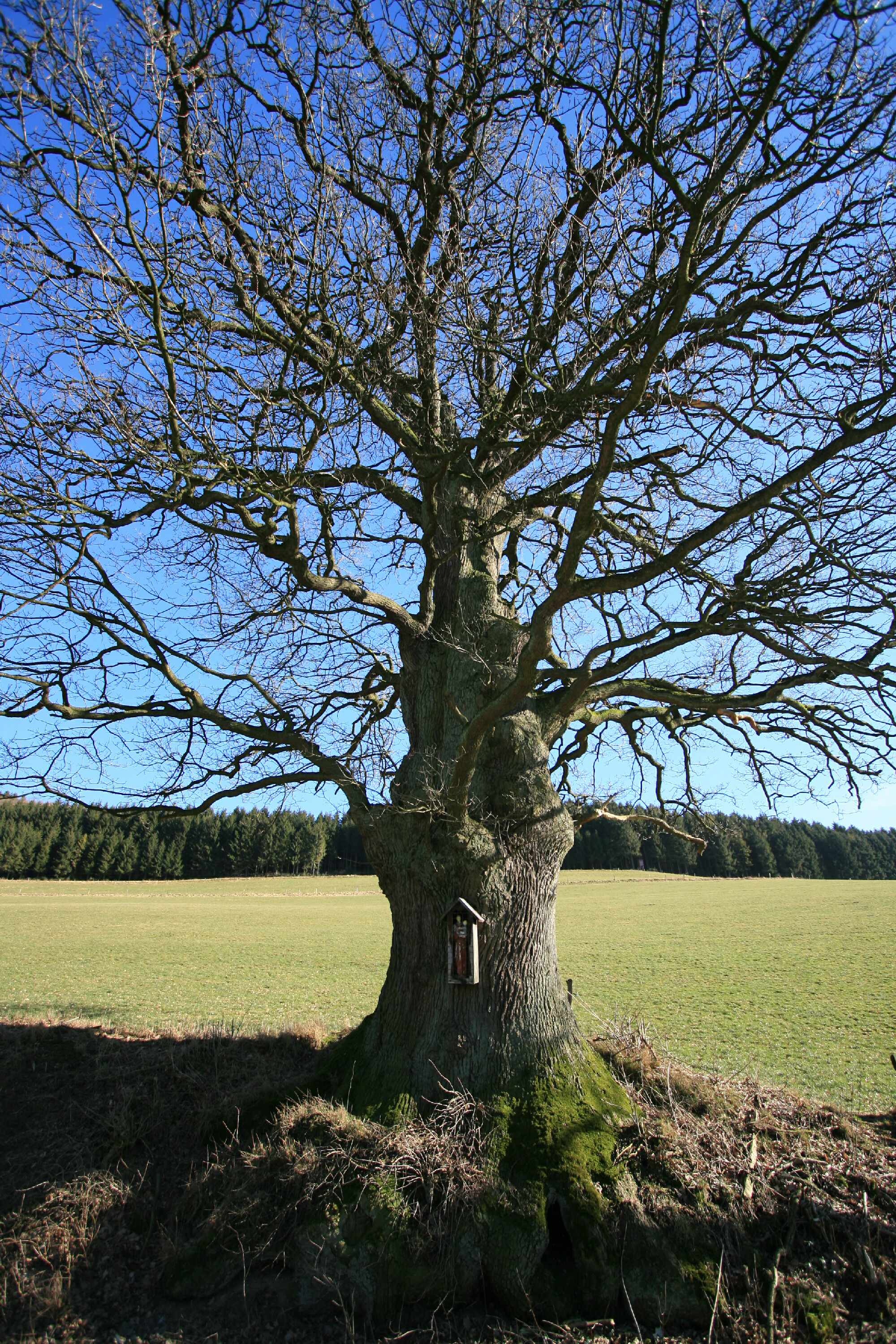
Naturdenkmal sogen. 1000-jährige Antonius-Eiche vor Kirchilpe